# Juan Luis Mora
Juan Luis Mora Palacios (12 de julho de 1973) é um ex-futebolista profissional espanhol que atuava como goleiro.

## Carreira
Juan Luis Mora representou a Seleção Espanhola de Futebol, nas Olimpíadas de 1996. 